# Sant Joan Baptista (part superior)
Aquest llenç, la Part superior d'un Sant Joan Baptista, és segurament el que resta d'una obra més completa d'El Greco que va ser mutilada, potser a causa del seu mal estat de conservació.
Consta en el catàleg de Harold Wethey amb la referència X-382

## Anàlisi de l'obra
Oli sobre llenç; 25 x 22 cm.; Museu i Galeria Nacional de Cardiff
Malgrat que Harold E. Wethey té una opinió pejorativa d'aquesta petita pintura, J. Camón Aznar i August L. Mayer creuen que és una obra autèntica.

## Procedència
- Earl of Clarendon (adquirit a Espanya entre 1833-39)
- venda el 13 de Febrer de 1920.
- Gwendoline E. Davies; Gregynog Hall; Gal·les.
- llegat al Museu i Galeria Nacional de Cardiff l'any 1952.[1]